# Ligue de Ratisbonne
La Ligue de Ratisbonne, en allemand Regensburger Konvent, est une ligue formée en 1524 à Ratisbonne par les puissances catholiques d'Allemagne pour s'opposer aux progrès de la Réforme protestante.

## Source
Cet article comprend des extraits du Dictionnaire Bouillet. Il est possible de supprimer cette indication, si le texte reflète le savoir actuel sur ce thème, si les sources sont citées, s'il satisfait aux exigences linguistiques actuelles et s'il ne contient pas de propos qui vont à l'encontre des règles de neutralité de Wikipédia.